# Dasydytes (Dasydytes) goniathrix
Dasydytes (Dasydytes) goniathrix is een buikharige uit de familie Dasydytidae. Het dier komt uit het geslacht Dasydytes. Dasydytes (Dasydytes) goniathrix werd in 1851 voor het eerst wetenschappelijk beschreven door Gosse. 